# Hanns Schuschnig
Hanns Schuschnig (* 21. Dezember 1927 in Hermannstadt, Königreich Rumänien; † 12. März 2014 in Altusried, Bayern) war ein deutscher Theaterregisseur, Übersetzer und Schauspieler. Sein Schaffen umfasst Inszenierungen vom Kammertheater über Freilichtspiele bis zur Oper, Bühnenbilder, Kostüme und Choreografien.

## Leben und Werk
Schuschnig entstammt der Volksgruppe der Siebenbürger Sachsen. Er absolvierte 1954 die Theaterschule in Bukarest, danach arbeitete er am dortigen „Städtischen Theater Municipal“.
1956 gründete Schuschnig die deutsche Abteilung des Rumänischen Stadttheaters in Hermannstadt. Er debütierte am 12. August 1956 mit einer Inszenierung von Bertolt Brechts „Mutter Courage“ im ehemaligen Ursulinenkloster. Es war die erste Aufführung eines Brecht-Stückes in Rumänien und weltweit die vierte nach Zürich (1941), Berlin (1949) und Paris (1954) sowie die erste Freilichtbühnenaufführung des Stückes weltweit. Wegen eines Anfang der 1950er Jahre gestellten Ausreiseantrags erhielt er 1962 in Hermannstadt Berufsverbot und musste die Leitung des Theaters abgeben.
Schuschnig übersiedelte nach Timișoara und wirkte bis 1969 als Hausregisseur am dortigen Deutschen Staatstheater.
Sein Debüt gab er mit dem Unterhaltungsprogramm „Gute Laune im Gepäck“, bei welchem sich auch der Direktor des Theaters Johann Székler als Mitregisseur einbrachte. 24.096 Zuschauer sahen dieses Stück in 69 Aufführungen. Seine frühen Aufführungen von Alexei Nikolajewitsch Arbusow und Aurel Baranga waren weniger erfolgreich, da das Publikum russische und rumänische Dramatiker nur ungern sah. 1962 inszenierte er als erster rumänischer Regisseur nach dem Zweiten Weltkrieg ein Stück eines bundesdeutschen Autors, Günther Weisenborns „Das verlorene Gesicht. Ballade vom lachenden Mann“. Für die Inszenierung von Teofil Buscans „Vetternwirtschaft“ gestaltete Schuschnig 1963 das Bühnenbild. 1966 studierte Schuschnig Hans Kehrers Humoreske „Es geht um die Heirat“ ein, die bis zur Rumänischen Revolution 1989 mit 152 Aufführungen das meistgespielte Stück an diesem Theater war. In den Spielzeiten 1962/63 folgten vier Stücke, 1963/1964 zwei, 1964/1965 drei, 1965/1966 drei, 1966/1967 eins, 1967/1968 vier, und 1968/1969 ein Stück. In Timișoara inszenierte er seine Übersetzungen von Horia Lovinescus Der Tod eines Künstlers (1963), Pierre Carlet de Marivauxs Das Spiel von Liebe und Zufall (1965) sowie Horia Lovinescus Die zerstörte Zitadelle (1967) und Lucia Demetrius’ Die Ehre einer Frau (1968). In der Spielzeit 1968/1969 übernahm Dan Radu immer mehr Aufführungen und blieb auch in den folgenden Spielzeiten der am häufigsten eingesetzte Spielleiter des Theaters.
Am 3. Juli 1968 nahm Schuschnig an der „Beratung beim Zentralkomitee (ZK) der Rumänischen Kommunistischen Partei (RKP) mit Wissenschaftlern und Kulturschaffenden aus den Reihen der deutschen Nationalität“ statt, in deren Folge der Rat der Werktätigen deutscher Nationalität entstand.
1969 zog Schuschnig wieder nach Hermannstadt, wo er die Leitung der „Deutschen Abteilung des Staatstheaters in Sibiu“ (DASS) übernahm. Hier inszenierte er unter anderem 1969 Otto Fritz Jickelis „Gaan von Salzburg“, 1970 Thornton Wilders „Unsere kleine Stadt“ und Friedrich Dürrenmatts „Die Physiker“, 1971 Oscar Wildes „Bunbury“ und Dan Tărchilăs: „Unser Onkel aus Jamaika“ sowie 1974 Max Frischs „Don Juan oder Die Liebe zur Geometrie“ und Tudor Mușatescus „Sosesc deseară“. Schuschnig führte als Gastregisseur weitere Inszenierungen in Temeswar auf, so 1972 Schillers Wilhelm Tell (51 Aufführungen). Sein letztes Stück in Timișoara war 1975 Emil Braginskijs und Eldar Alexandrowitsch Rjasanows Komödie „Hochzeit ohne Braut“ mit 39 Vorstellungen. 1979 kehrte Schuschnig nach einer Besuchsreise in die Bundesrepublik Deutschland nicht mehr nach Rumänien zurück. Sein Nachfolger in Hermannstadt wurde Gheorghe Miletineanu.
Für die Freilichtspiele Altusried, die er darauf jährlich organisierte, engagierte er 1986 Hans Kehrer als Autor des Drehbuchs „Anno 1525 – Bauernkrieg im Allgäu“. Zu seinen Aufführungen dort gehörte 1991 Goethes Götz von Berlichingen. In Altusried begründete er die Bühne „Theaterkästle“, wo er 1994 Brechts „Mutter Courage“, 1997 William Shakespeares Ein Sommernachtstraum 1997 und 1998 Goethes Faust aufführte. 2008 führte er in Altusried Regie in Wolfgang Kohlhaases Komödie „Fisch zu viert“. Im gleichen Jahr inszenierte er dort Oscar Wilders „Unsere kleine Stadt“ und „Peer Gynt“.
In Heilbronn führte er 1987 in dem Singspiel „Bauernhochzeit in Siebenbürgen“ in einer Bühnenfassung von Inge Rether Regie. 1990 unternahm Schuschnigg eine Tournee durch siebenbürgische Städte und Dörfer. Im Januar 1994 fand im Massenschlafraum des ehemaligen Lagers Almasna (vgl. Verschleppung von Rumäniendeutschen in die Sowjetunion) die Uraufführung von Georg Brenndörfers Stück „Christi-Geburt-Spiel der Siebenbürger Sachsen im Donbass“ statt, das 1995 in München erneut zur Aufführung gelangte. Mit der familieneigenen „Insel-Bühne“ ging Schuschnig mit seiner Ehefrau Beatrice (geborene Gutt) und seinen Söhnen Mark und Tristan gelegentlich auf Gastspielreise; Ziele waren deutsche Sprachinseln in Siebenbürgen, Ungarn, dem ehemaligen Schlesien, Namibia und Südkorea. In dem Film „Die Lebenden“ von Barbara Albert von 2013 spielte Schuschnig den Gerhard Weiss.

## Veröffentlichungen
- Hermannstadt und das deutsche Theater. In: Heinrich Zillich, Oskar Schuster (Hrsg.): Epoche der Entscheidungen. Die Siebenbürger Sachsen im 20. Jahrhundert. Böhlau-Verlag, Köln 1984, ISBN 3-412-07384-9, 415 S.
- Auf Wiedersehn, Viktoria! Übersetzung des Einakters für Laienbühnen von Ludovic Bruckstein in die deutsche Sprache. Regionalhaus für Künstler, Volksschaffen, Timișoara 1964.
- Goldbart. Roman (post mortem), epubli, 2019, ISBN 978-3-7485-7548-1, 864 S. Illustriert von Emo Schuschnig.